# Alekszandr Vasziljevics Nadaskevics
Alekszandr Vasziljevics Nadaskevics (oroszul: Александр Васильевич Надашкевич; Lublini kormányzóság, 1897. február 1. – Moszkva, 1967. március 10.) szovjet repülőmérnök, repülőgép-fegyverrendszerek konstruktőre. Andrej Tupoljev, majd a Tupoljev-tervezőiroda (OKB–156) munkatársaként főként bombázó repülőgépek fegyverrendszereinek tervezésével és fejlesztésével foglalkozott.

## Élete
A Kijevi Egyetemen tanult, ahonnan a harmadik év után, 1916-ban önkéntes frontszolgálatra jelentkezett. 1917-ben a Moszkvai Műszaki Főiskolán (ma: Bauman Műszaki Egyetem)  Zsukovszkij repüléselméleti előadásait hallgatta. 1918-ban Moszkvában elvégzett egy repülőgép-vezetői tanfolyamot, majd belépett a Munkás-paraszt Vörös Hadseregbe, ahol 1924-ig pilótaként szolgált.
1924-ben kinevezték a Vörös Hadsereg légiereje Tudományos–Műszaki Bizottságába a fegyverzeti és speciális berendezések részleg állandó tagjának. Nadaskevics ezt követően repülőgép-fedélzeti fegyverek fejlesztésével foglalkozott. Ebből az időszakából legismertebb munkája a Maxim-géppuskából kialakított repülőgép-fedélzeti géppuska, a PV–1, amelyet az 1920-as évek több szovjet repülőgépén (R–1, R–5, I–5, TB–1 és TB–3) alkalmaztak.
1930-ban letartóztatták, és az NKVD által felügyelt, 39. sz. zárt üzem tervezőirodájában dolgozott, repülőgépek fegyverzetével kapcsolatos munkát végzett. 1931-ben Andrej Tupoljev fegyverzeti asszisztense lett. Ebben az időszakban az SZB gyorsbombázó és a TB–3 újabb változatának az önvédelmi fegyverzetének tervezését végezte. 1936-tól a Központi Aero- és Hidrodinamikai Intézet (CAGI) fegyverzeti osztályának (7-es osztály) vezetője volt. 1937-ben másodszor is letartóztatta az NKVD. 1939-től az NDVD zárt tervezőirodájában, a CKB–29-ben dolgozott Tupoljev munkatársaként. Munkaterülete a PB, a 103-as és a Tu–2 bombázók önvédelmi és bombafegyverzetének a tervezése volt. Ő dolgozta ki a Tu–2 bombázóhoz a nagy sebességű zuhanórepülés közben a bombatérből történő bombakioldás lehetővé tevő berendezést. A Szovjetunió Legfelsőbb Tanácsa Elnökségének 1941. július 19-i határozata alapján szabadon engedték, de rehabilitálására csak 1955. április 9-én került sor.
A második világháborút követő időszakban a Tupoljev tervezőiroda munkatársaként a repülőgépek fegyverzetének tervezési és fejlesztési munkáit irányította.  Részt vett a Tu–4 nehézbombázó és a tervezőiroda első sugárhajtású repülőgépe, a Tu–14, valamint a Tu–4 bombázó atomfegyver hordozására alkalmas változatának, a Tu–4A-nak a tervezésében. A Tu–4A-val szerzett tapasztalatok alapján, az ott bevezetett megoldásokat alkalmazta később a Tu–16A és Tu–95A atomfegyver-hordozó bombázók fegyverrendszereinek kialakításakor.
Az 1940-es évek végétől a Tupoljev-bombázók rakéta- és robotrepülőgép-hordozó változatainak (Tu–4KSZ, Tu–16KSZ, Tu–16K–11–16, Tu–16K–10 és a Tu–95K–20), később a tervezőiroda szuperszonikus bombázóin (Tu–98, Tu–105, Tu–22) fegyverzetének a fejlesztését irányította. Ezeken a repülőgépeken már távirányítású önvédelmi lőfegyvereket alkalmaztak. Az 1950-es évek második felében Nadaskevics irányította azt a munkát, amellyel egy Tu–95 nehézbombázót az 50 Mt hatóerejű Cár-bomba hordozására alakítottak ki. Az atommeghajtású kísérleti Tu–95LAL repülő laboratórium fejlesztése során az atomreaktor repülőgépbe történő beépítésével kapcsolatos munkát irányította.
Az 1950-es évek végén a Tu–121 csapásmérő robotrepülőgép és a Tu–123 Jasztreb felderítő robotrepülőgép mobil indító berendezésének tervezésével foglalkozott.
A szovjet atomfegyver-programokban való részvétele alatt, a nukleáris kísérleti telepeken elszenvedett radioaktív sugárzás következtében kialakult betegségben hunyt el Moszkvában, 1967-ben.